# Cinta (textil)

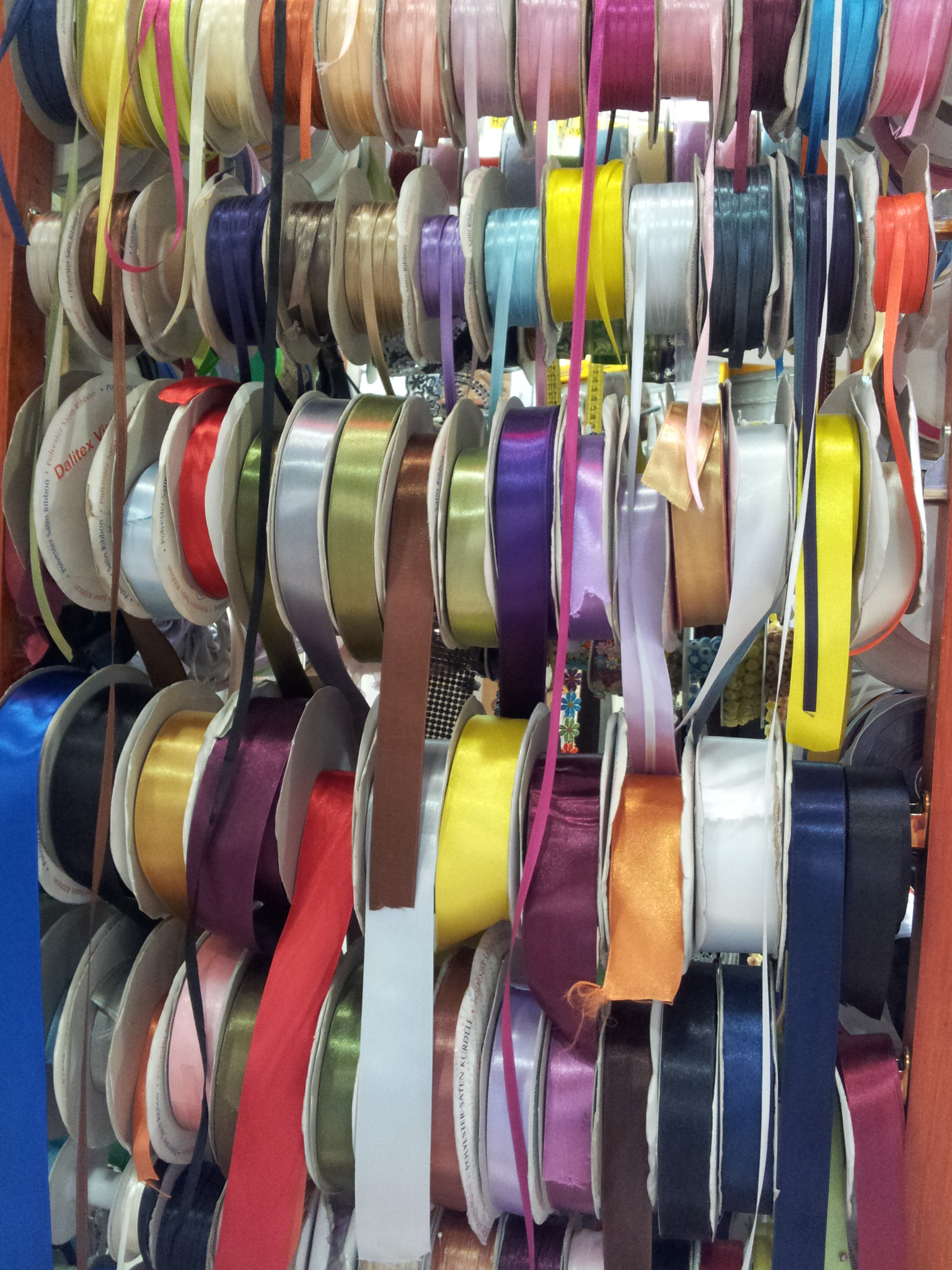
Cintas

Una cinta es una banda fina de un material flexible, típicamente textil que también puede ser plástico o a veces metal, usado sobre todo para adornar, envolver y atar diferentes objetos. Las cintas textiles que principalmente utilizan la seda, son usadas habitualmente en conjunto con vestidos, aunque también con otros propósitos, como son los ornamentales y simbólicos; las culturas en todo el mundo utilizan este complemento en el pelo, alrededor del cuerpo, o también como ornamentación en animales, edificios, y otras áreas. La cinta también se utiliza a veces como sellador en paquetería, junto con el cordón, y en mecanografía e informática, algunos modelos de máquina de escribir e impresoras matriciales utilizan una cinta textil o de plástico con la tinta, en el proceso de impresión.

## Historia

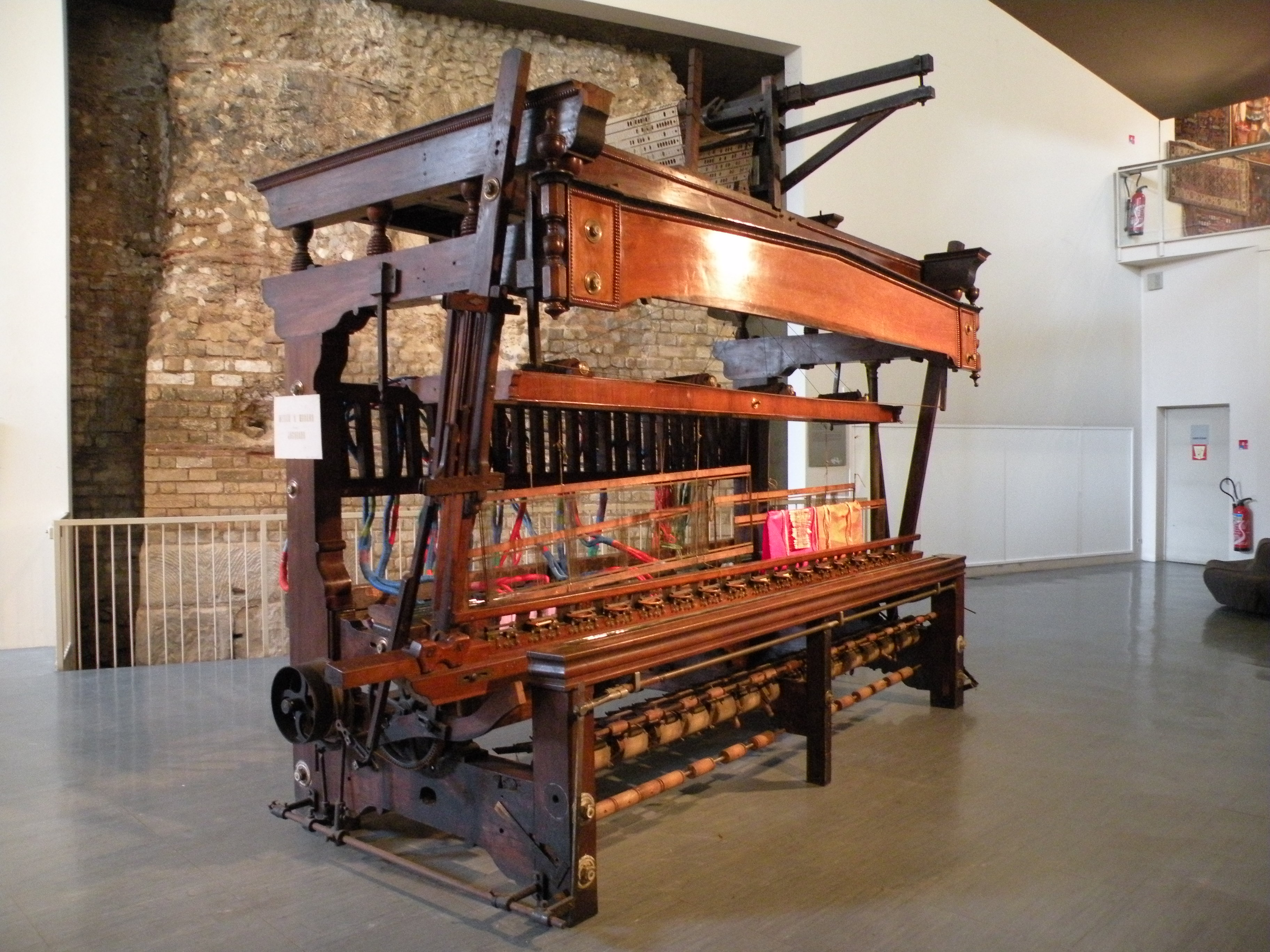
Antiguo telar de cintas

La fabricación de cintas de tela fue creada en antiguo Egipto, las cintas eran adornos para la realeza. El uso de pelucas adornadas por cintas de tela de diferentes colores era un típico adorno. Los artesanos del antiguo Egipto desarrollaron el arte de tejer cintas con adornos de figuras incorporados.
La fabricación de cintas, flecos, borlas y otros complementos en la industria textil ocupa un apartado específico. La característica esencial de un telar de cinta es el tejer simultáneo en un marco con varias telas.
Para lograr todos los movimientos del telar, es necesario un funcionamiento automático; y es un hecho notable que el telar de cinta automático era conocido y utilizado extensivamente más de un siglo antes de la famosa invención de Cartwright. Un telar en el cual varias telas estrechas podrían ser tejidas simultáneamente se menciona que funcionaba en Gdansk hacia el final del siglo XVI. Telares similares se utilizaban en Leiden en 1620, donde su uso dio lugar a descontento y a disturbios por parte de los tejedores, y las autoridades tuvieron que prohibir su uso. La prohibición fue renovada en varios períodos a lo largo de este siglo, y en la misma época el uso del telar de cinta fue prohibido en la mayor parte de los principales centros industriales de Europa. Alrededor de 1676, bajo el nombre de «telar holandés» o de telar de motor, fue llevado a Londres, y aunque su introducción allí causó un cierto malestar, no parece que fuera prohibido. En 1745, John Kay, el inventor de lalanzadera volante, obtuvo, conjuntamente con José Stell, una patente para las mejoras en el telar de cinta; y desde ese período se mejoraron las invenciones aplicadas a la maquinaria textil.
Del tejido de cintas se sabe que ya existía cerca de Saint-Étienne (Departamento Loira, Francia) desde el siglo XI, y esa ciudad ha seguido siendo la jefatura de la industria. Durante las revueltas de los hugonotes, los tejedores de cinta de St. Etienne se mudaron a Basilea y allí establecieron una industria que en tiempos modernos ha rivalizado con los comercios originales de la zona. Krefeld es el centro de la industria alemana de la cinta. La fabricación de cinta negra de terciopelo allí asentada es su especialidad. En Inglaterra, Coventry es el centro más importante de fabricación de cintas, que también comparte con Norwich y Leicester.

## Cinta de seda

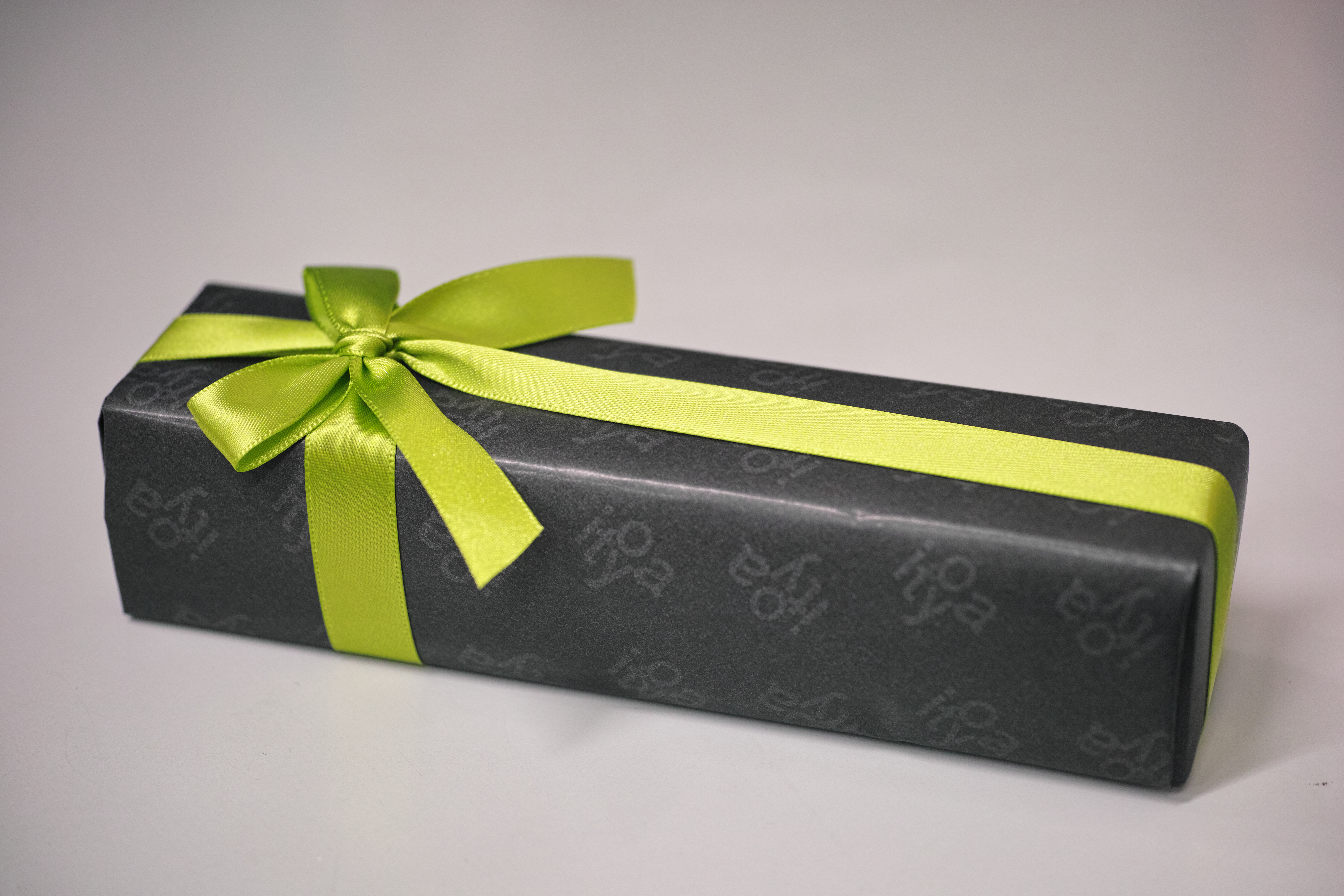
Paquete con cinta

Las cintas son utilizadas y disfrutadas por mucha gente para diferentes propósitos, como puede ser la decoración común, y en algunas culturas los regalos se adornan con secuencias de cintas coloridas.
Mientras que el satén y otras clases de cinta se han utilizado siempre en ropa interior, el uso de la cinta en la industria de ropa, evoluciona según las tendencias y tuvo un aumento a mediados de la década de los años 90. Este aumento llevó a la fabricación creciente de la cinta así como a nuevas y mejoradas técnicas de fabricación. Debido a tarifas de producción más competitivas, también con la experiencia acumulada en este campo, las compañías en el Extremo Oriente —especialmente las de China— gradualmente se han convertido en los sumunistradores principales de cinta en el mundo y han mejorado la calidad y la variedad de su mercancía para igualarse a sus competidores europeos y norteamericanos ya establecidos.
Actualmente, el continente norteamericano sigue siendo el importador más grande de cinta y de productos derivados de la cinta (tales como arcos, rosetones, y otros accesorios de la ropa hechos de cinta). Sin embargo, debido a la externalización de la producción de los fabricantes norteamericanos de ropa hacia países de Asia y de Suramérica, las cifras estadísticas del comercio de cinta han comenzado a cambiar.

## Otros usos
- Los trozos de cinta se utilizan como símbolos de la ayuda o del conocimiento para diferentes causas sociales y a veces se llaman cintas del conocimiento: la roja simboliza la lucha contra el sida; la rosa, contra el cáncer de mama; la naranja, contra la leucemia, etc.
- Las cintas se utilizan en algunas ceremonias, tales como las inauguraciones con ceremonias de corte de la cinta.
- Las cintas también se usan para colgar distintivos de competiciones deportivas como medallas, o identificadores en congresos, ferias o eventos.
- También se pueden utilizar como marcadores de libros
- Algunos bailes populares introducen cintas en su coreografía, a menudo sujetas a un poste central alrededor del cual evolucionan los bailarines. Las cintas de diversos colores se van enrollando en el palo conforme los danzantes van girando.
- La cinta es uno de los aparatos de gimnasia rítmica.
- Los caballos llevan cintas de colores atadas a la crin de sus colas para identificar su comportamiento: si es roja, el caballo tiende a dar coces; si es joven e inexperto, la cinta es verde, etc.[3]

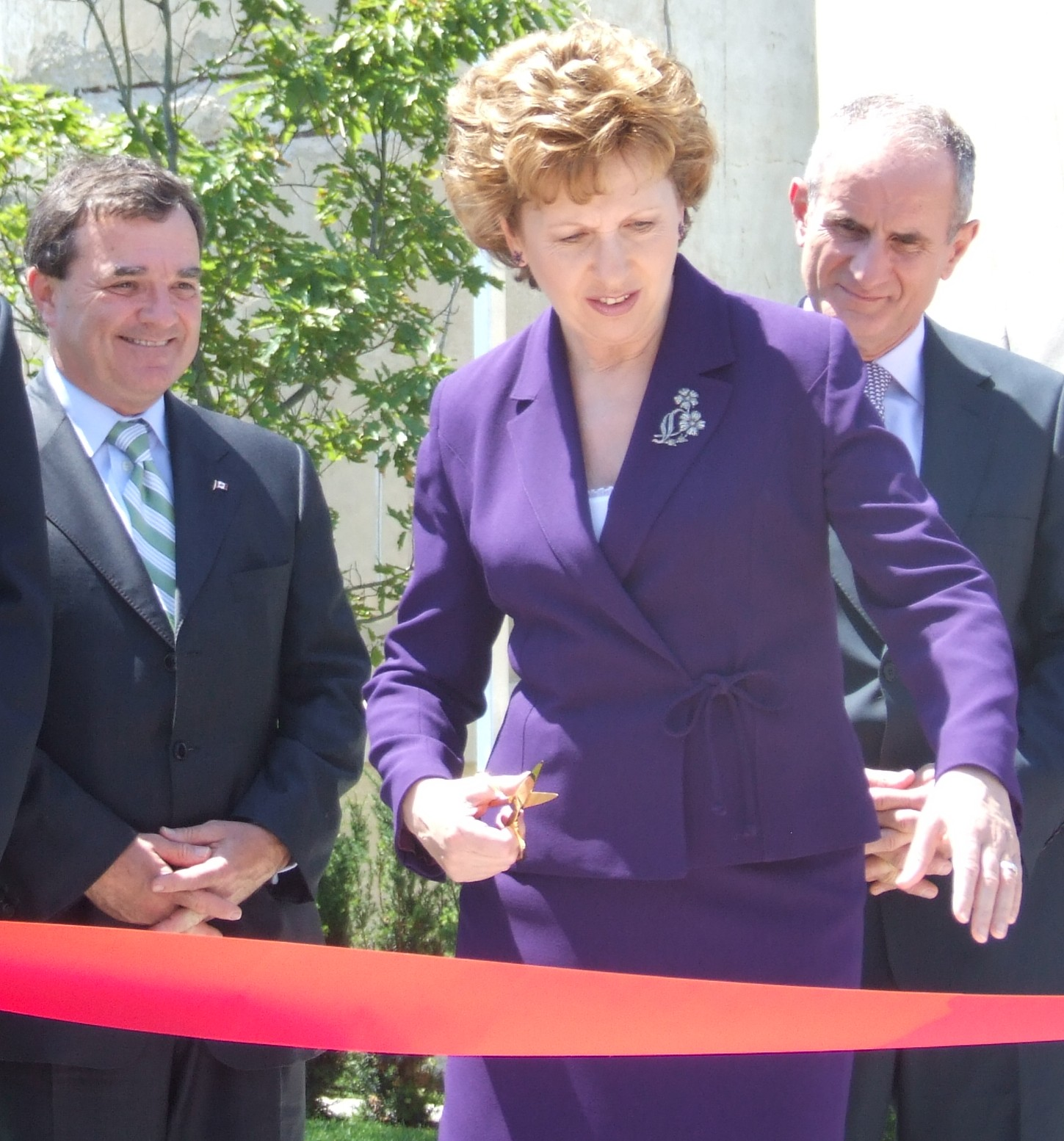
Ceremonia de inauguración con corte de cinta
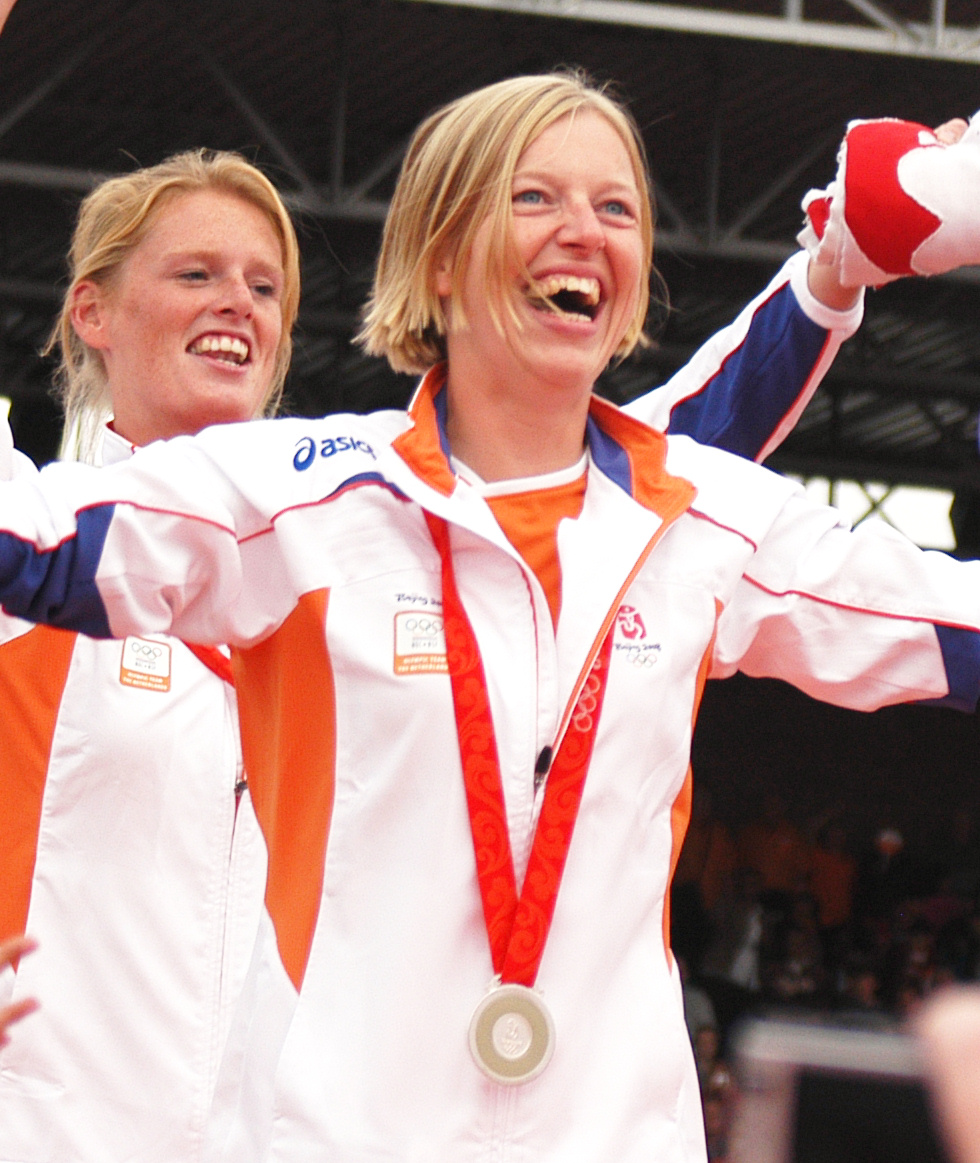
Cinta sosteniendo medalla olímpica
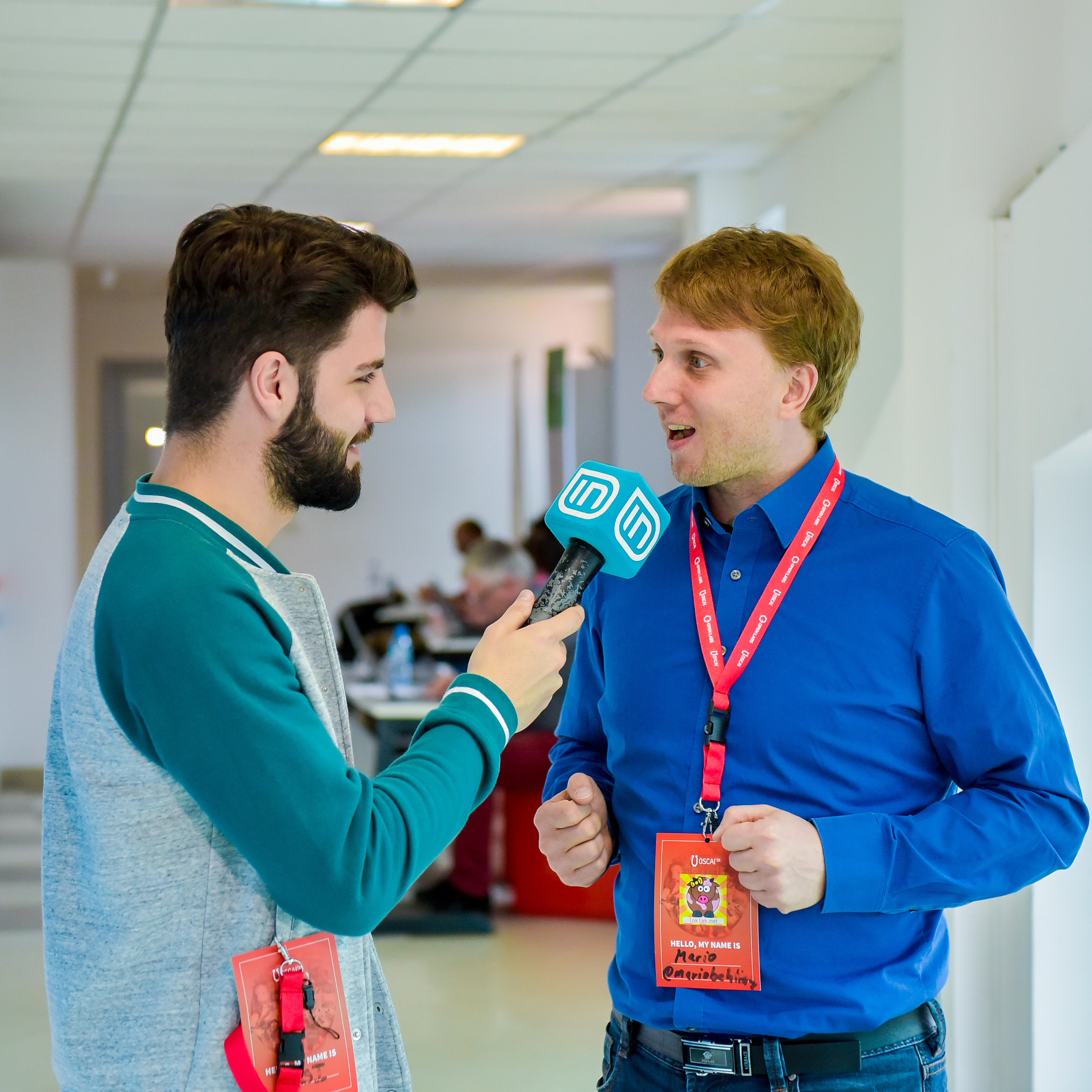
Cinta sosteniendo lanyard identificativo
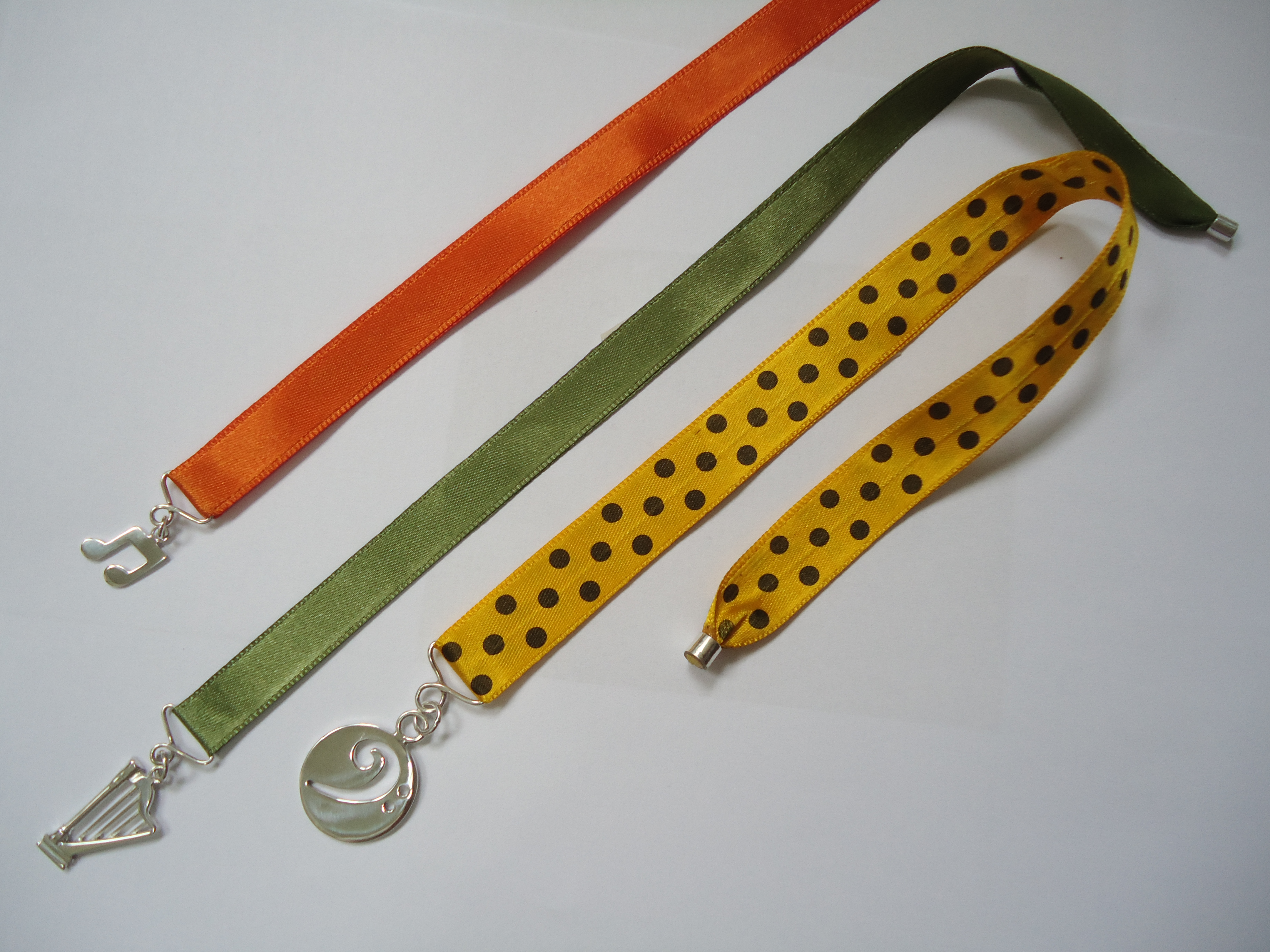
Marcadores de libros
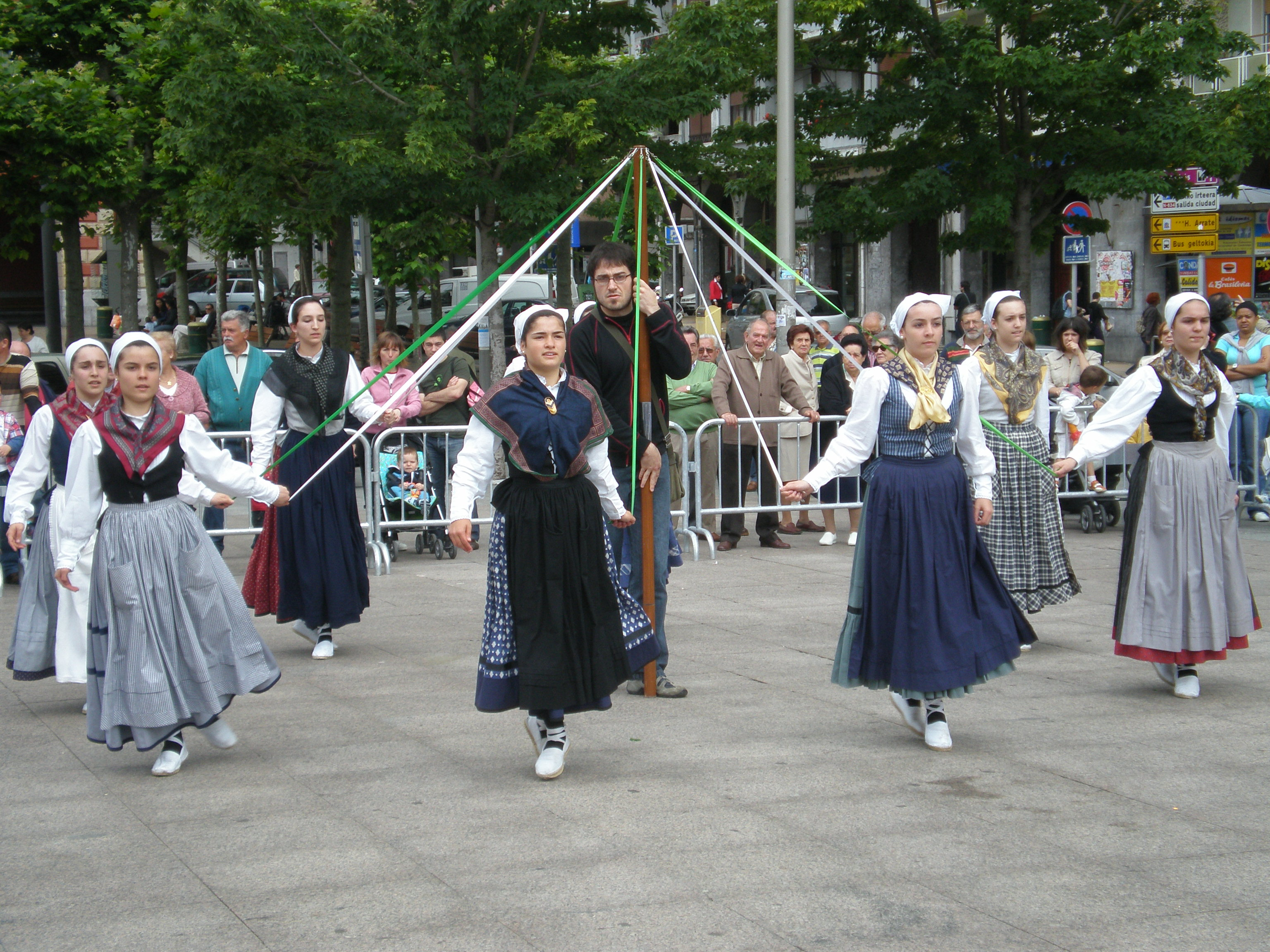
Baile popular con cintas
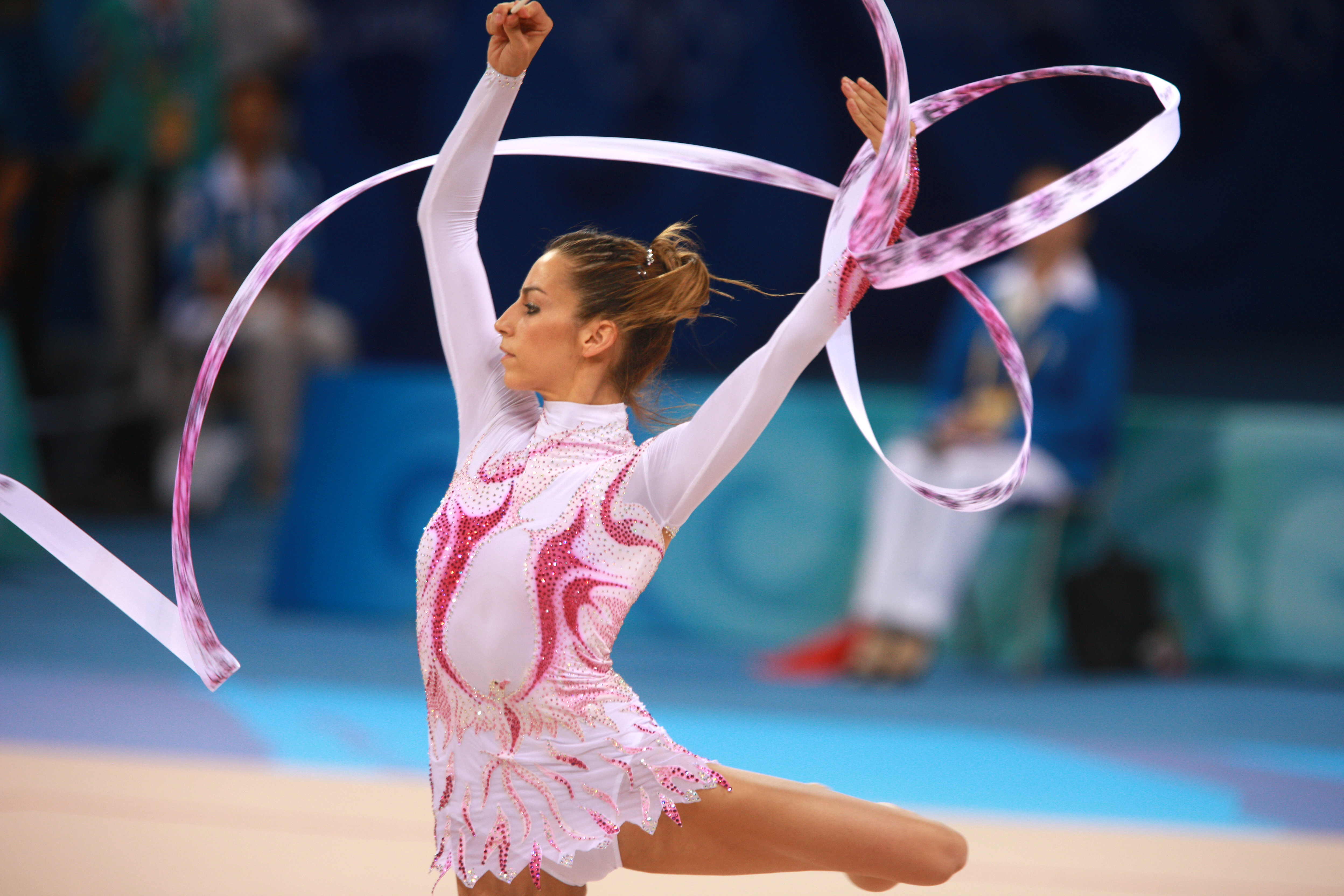
La cinta en gimnasia rítmica
Cinta roja, símbolo de la lucha contra el sida
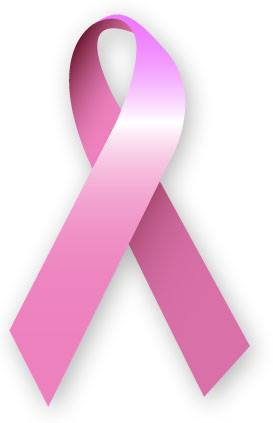
Cinta rosa, símbolo de la lucha contra el cáncer de mama